# Mitologia Lost
Lost este un serial de televiziune care include numeroase elemente misterioase, aparținând sferlor științifico-fantasticului sau supranaturalului. Creatorii serialului se referă la acestea ca făcând parte din mitologia serialului.

## Monstrul
Monstrul a fost primul element mitologoc introdus in film.Prima dată el apare in timpul nopții ce urmează prăbușirii avionului când supraviețuitorii aud un zgomot răsunator, neidentificabil dinspre junglă si observă cum copacii sunt doborăți in depărtare. In ziua următoare, Jack, Kate, și Charlie își dau seama de forța monstrului pentru prima dată , atunci când acesta sfâșie pilotul aflat în cabina avionului și abandonează corpul mutilat al acestuia într-un copac.  În  "Călătoria"-"Walkabout", Locke are ,de asemenea, o intâlnire directă cu monstrul dar este cruțat.El îi povestește mai târziu lui Jack,"M-am uitat în ochii acestei insule și ceea ce am văzut a fost frumos."  În "Exodul"-"Exodus: Part 2",a doua întâlnire a lui Locke oferă prilejul unei prime întrezăriri a monstrului (el apare ca o liană însuflețită compusă din fum negru ,însoțită de un ciudat sunet asemănător unui echipament mecanic) În "Al douăzecișitreilea psalm"-The 23rd Psalm," Charlie și Eko au o confruntare similară cu cea a lui Locke.În timp ce Eko privește țintă monstrul, fumul negru provoacă apariția succesivă si rapida a unor imagini din trecutul lui Eko.Este notabilă existenta unor supoziții conform cărora monstrul ar putea apare sub diferite forme.Acestea cuprind halucinația lui Jack având drept subiect pe tatăl său (purtând costum negru), precum și calul pe care îl văd atât Kate cât Sawyer (având aceeași culoare,neagră).De fapt, în podcastul Lost din 26 mai se susține că ,cei care au vizionat filmul ,au văzut monstrul după episodul "Al douăzecișitreilea psalm" fără a-și da seama că l-au văzut.

## Conexiuni între personaje
Înainte de sosirea pe insulă, atât personajele principale cât și cele secundare s-au întâlnit, adesea fără să știe, afectându-și viețile unii altora. Aceste aspecte sunt dezvăluite prin intermediul amintirilor care sunt disponibile doar telespectatorilor. Un astfel de moment se intamplă în episodul "Outlaws", când Sawyer întâlnește un doctor într-un bar din Australia, care se dovedește a fi Christian, tatăl lui Jack. Acesta îi dezvăluie lui Sawyer incapacitatea lui de a-i spune fiului său cât de mândru este de el. Mai târziu, pe insulă, Sawyer își dă seama de relația dintre ce doi bărbați, împărtășindu-i lui Jack cuvintele tatălui său. Într-o altă transpunere, Ana-Lucia pleacă in Australia cu Christian Shephard pe post de bodyguard. Un exemplu mai puțin direct este reprezentat de viitoarea soție a lui Jack, Sarah, care ar fi provocat accidentul de mașină în urma căruia a murit tatăl lui Shannon. Cel mai adesea, personajele nu sunt conștiente de aceste de aceste intersectări, cum ar fi cazul managerului lui Hurley de la fast food, Randy, care devine șeful lui Locke la o companie de cutii, pe care apoi Hurley o deține după câștigarea premiului la loterie; Sayid participând la un transport militar împreună cu tatăl lui Kate; Sawyer, adus la o secție de poliție unde Boone este interogat; Sayid, aruncat dintr-un camion de către omul care împarte adăpostul cu Desmond; Locke inspectând o casă pentru prietena din copilărie a lui Sayid, Nadia; Sayid așteptat de mama lui Kate la un restaurant; psihiatrul lui Claire care recunoaște față de Eko că este un farsor. Alte intersectări ale destinelor sunt mai superficiale, unele personaje apărând la televizor sau fiind întrevăzute în fundal, cum ar fi Jin aflată într-o casă în care un copil urmărește la televizor interviul luat lui Hurley cu ocazia câștigului la loterie, sau Jack trecând pe lângă Shanon atunci când este anunțată la spital despre moartea tatălui ei. Damon Lindelof a declarat că acestea nu sunt pur și simplu mistere nedescifrabile, ci mai curând o parte majoră a mitologiei serialului.

## ”Ceilalți”
"Ceilalți" sunt misterioșii locuitori ai insulei a căror prezență este anterioară prabușirii cursei 518, precum și sosirii lui Danielle Rousseau. Responsabili de răpirea fiicei lui Danielle, atunci când era încă un sugar,"Ceilalți" s-au infiltrat ulterior printre supraviețuitorii cursei 815 de cel puțin două ori și sunt răspunzători pentru moartea a cel puțin doi naufragiați și pentru inexplicabila dispariție a multor altora.
În episodul "Crescuți de altcineva"-"Raised by Another,Claire a fost răpită de unul din "Ceilalți", un bărbat care își spunea "Ethan Rom", și ținută captivă împotriva propriei voințe timp de câteva zile.Mai târziu ea  revine printre naufragiați, în episodul "Întoarcerea acasă"-   "Homecoming," dar fără a mai avea vreo amintire a ceea ce i s-a întâmplat după prăbușirea avionului.În cele din urmă Claire își recapătă o parte din amintiri în episodul din cel de-al doilea sezon "Părăsire maternă "- "Maternity Leave,"în care se arată cum Ethan a drogat-o pe aproape întreaga perioadă a captivității și i-a injectat in mod repetat o substanță care,aparent, avea scopul de a-i imuniza copilul împotriva unei boli care,susținea el, era prezentă pe insulă.  Claire reușește în cele din urmă să evadeze, cu ajutorul lui Alex Rousseau, iar Ethan este ucis de Charlie în timp ce aceasta încerca să o salveze pe Claire.   
La sfârșitul primului sezon, "Ceilalți" îl răpesc pe Walt, îl împușcă pe Sawyer, aruncă în aer pluta pe care câțiva dintre naufragiați o construiseră în încercarea de a scăpa de pe insulă, și îi părăsesc pe Michael, Sawyer și Jin la mai mult de douăzeci de mile depărtare față de țărm. Pe parcursul ultimului sezon, "Ceilalți" răpesc douăsprezece din supraviețuitorii din partea din spate a avionului (inclusiv câțiva copii) și ucid cel puțin pe un altul.Rousseau capturează,în cele din urmă ,un bărbat care pretinde a fi "Henry Gale din Minnesota" și care se dovedește a fi de fapt unul din conducătorii grupului "Celorlalți".

## Numerele
Numerele 4, 8, 15, 16, 23 and 42 au apărut de-a lungul serialului atât individual cât și în serie. Ele erau transmise de emițătorul radio al Insulei și acest mesaj a fost acela care a atras expediția lui Rousseau acolo. Deși mai târziu Rousseau a schimbat mesajul după moartea tuturor din echipa ei, numerele au fost auzite și de alții, într-un final ajungând la Hurley care le-a folosit să câștige la loterie. După cei din jurul lui au început să cadă pradă unor evenimente nefericite, el a început să creadă ca acele numere sunt blestemate. Căutările privind originile acelor numere l-au condus în Australia. Pe insulă, Hurley descoperă numerele inscripționate pe intrarea către buncăr. Ele apar și în interiorul buncărului, pe sticluțe de medicamente, și constituie un cod care trebuie introdus în computerul din stația "Lebăda". Suma acestor numbere, 108, a devenit semnificativă în conexiune cu inițiativa DHARMA. 
Potrivit înregistrării de îndrumare DHARMA din Experiența Lost, Numerele reprezintă factorii centrali ai 
Ecuației Valenzetti.

## Inițiativa DHARMA
Existența inițiativei Dharma este stabilită de catre filmul pe care Jack și Lock îl gasesc în Stația Lebăda. A fost înființată în anul 1970 de către doctoranzii Universității din Michigan, Gerald și Karen de Groot și finanțată de către Alvar Hanso prin intermediul Fundației Hanso. Era alcătuită dintr-un grup de "oameni de știință și gânditori" din întreaga lume ce s-au adunat într-o "bază de cercetare științifică" pentru a realiza studii științifice în diverse domenii, printre care meteorologia, psihologia, parapsihologia, sociologia, zoologia și electromagnetismul. După cum reiese din filmul de orientare găsit în stația Lebăda, Inițiativa DHARMA a plasat mai multe stații de cercetare pe insulă. Patru dintre acestea au apărut deja în seriile anterioare. Stația Swan, denumită de naufragiați "trapa" este ocupată de către aceștia. Jocul "Lost Experience" a dezvăluit că DHARMA este un acronim al "Departamentului de Euristică și Cercetare asupra Aplicațiilor Materiale" (în engleză "Department of Heuristics And Research on Material Applications"). 
"Lost Experience" a dezvăluit recent că scopul Inițiativei DHARMA este să schimbe cei 6 factori ai Ecuația Valenzetti ce au fost revelati ca având un mare impact asupra datei la care rasa umană se va autodistruge, fie prin încălzirea globală, fie prin poluare, fie prin suprapopulare sau orice altă metodă posibilă. Acești factori sunt reprezentați prin cifre în Ecuația Valenzetti și sunt totodată numerele atât de des menționate în serial: 4, 8, 15, 16, 23 și 42.

## Animale
Au existat multe secvențe în care supraviețuitorii întâlnesc pe insulă animale care nu aparțin faunei acesteia sau care dau dovadă de abilități deosebite. În "Episodul Pilot: Partea a-2-a", Sawyer împușcă un urs polar, ce nu poate supraviețui într-un mediu tropical. În primul episod al sezonului al-3-lea, i se spune lui Sawyer că "urșilor le-a luat doar 4 ore" să afle cum funcționează mecansimul din cușca în care este ținut prizonier acesta. Mecanismul este o modalitate de a aduce mâncarea în cușcă și ne oferă o imagine clară asupra faptului că în acel loc au fost ținuți urși. În cadrul sezonului întâi, Walt se întâlnește cu aceași specie de animal atunci când este atacat după ce rataciște prin junglă. În "Exilații" Sawyer are câteva întâlniri cu un porc mistreț. Kate și Sawyer văd un cal negru în "Ce a făcut Kate" și flashbackurile episodului ne dezvăluie că aceasta crede că a mai văzut acest animal și cu alte ocazii în viața ei.